# کاتیا سیزینگر

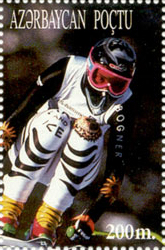
کاتیا سیزینگر در سال ۱۹۷۲

کاتیا سیزینگر (به آلمانی: Katja Seizinger) که اکنون با نام کاتیا وبر (Katja Weber) شناخته می‌شود  متولد ۱۰ می ۱۹۷۲ شهر داتلن، ورزشکار زن رشتهٔ اسکی آلپاین اهل کشور آلمان است. وی در بین سال‌های ‎۱۹۹۲ تا ۱۹۹۸ میلادی در مسابقات بازی‌های المپیک زمستانی در مجموع ۵ مدال، شامل ۳ مدال طلا و ۲ برنز را کسب کرد.